# Edward Burns

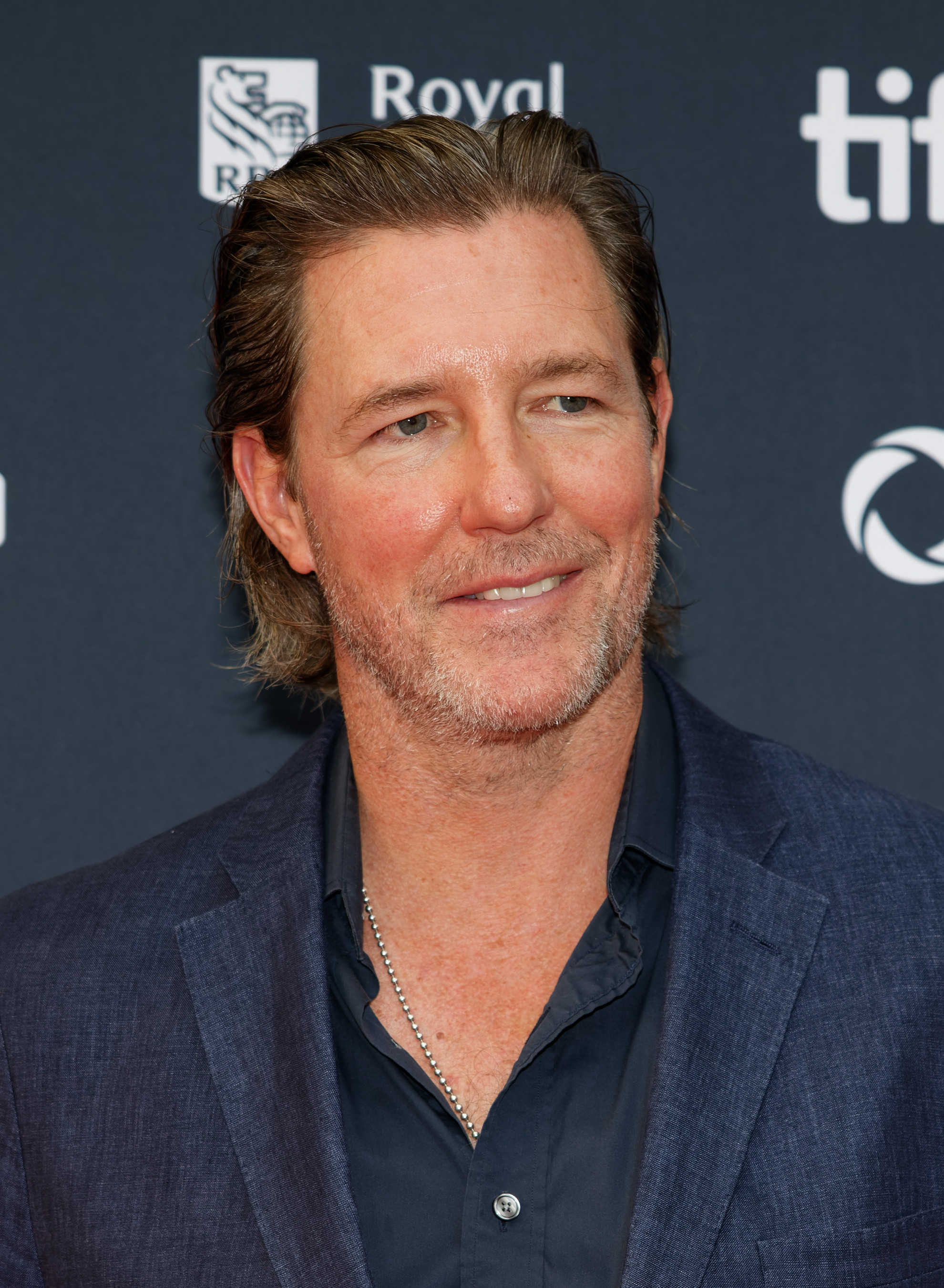
Edward Burns (2024)

Edward Burns (* 29. Januar 1968 in New York City als Edward Fitzgerald Burns) ist ein US-amerikanischer Schauspieler, Regisseur, Filmproduzent und Drehbuchautor.

## Leben
Burns wuchs in Woodside, Queens auf. Er ist das mittlere von drei Kindern; sein Vater war Polizist. Die Familie war überwiegend irischer Herkunft, hatte aber auch ein paar schwedische Wurzeln. Burns besuchte die Catholic Chaminade High School, dann studierte er Anglistik an der State University of New York und am Oneonta College. Nach dem Studium produzierte er für ca. 30.000 US-Dollar die Komödie Kleine Sünden unter Brüdern (1995), für die er auch das Drehbuch schrieb, die Regie führte und eine der Rollen übernahm.
In der Komödie She’s the One (1996) übernahm er eine der Hauptrollen, außerdem schrieb er das Drehbuch und führte die Regie. Er trat in diesem Film neben Jennifer Aniston, Cameron Diaz sowie John Mahoney auf. Im Kriegsdrama Der Soldat James Ryan (1998) trat er neben Tom Hanks, Tom Sizemore und Matt Damon auf. Im Actionfilm 15 Minuten Ruhm (2001) spielte er neben Robert De Niro eine der Hauptrollen. In der Komödie Leben oder so ähnlich (2002) trat er neben Angelina Jolie auf.
In den Jahren danach hatte Burns weitere Hauptrollen in dem Kriminalfilm Confidence (2003) an der Seite von Dustin Hoffman sowie in dem Science-Fiction-Film A Sound of Thunder (2005) neben Ben Kingsley. 2006 war er in der Liebeskomödie Liebe braucht keine Ferien an der Seite von Cameron Diaz, Kate Winslet und Jack Black in einer größeren Nebenrolle zu sehen. Danach trat Burns vor allem verstärkt in diversen Fernsehserien auf. 2015 verkörperte er in der von ihm produzierten Kriminalserie Public Morals die Hauptrolle, bei der er außerdem auch Regie führte. Die Serie wurde allerdings nach nur einer Staffel eingestellt.
Burns ist seit dem Jahr 2003 mit Christy Turlington verheiratet und hat zwei Kinder.

## Filmografie
- 1995: Kleine Sünden unter Brüdern (The Brothers McMullen, auch Regisseur, Produzent und Drehbuchautor)
- 1996: She’s the One (auch Regisseur, Produzent und Drehbuchautor)
- 1998: Auch mehr ist nie genug (No Looking Back, auch Regisseur, Produzent und Drehbuchautor)
- 1998: Der Soldat James Ryan (Saving Private Ryan)
- 2001: 15 Minuten Ruhm (15 Minutes)
- 2001: Seitensprünge in New York (Sidewalks of New York, auch Regisseur, Produzent und Drehbuchautor)
- 2002: Leben oder so ähnlich (Life or Something Like It)
- 2002: Lethargy (Kurzfilm)
- 2002: Ash Wednesday (auch Regisseur, Produzent und Drehbuchautor)
- 2003: Confidence
- 2004: The Breakup Artist
- 2004: Looking for Kitty (auch Regisseur, Produzent und Drehbuchautor)
- 2005: A Sound of Thunder
- 2005: Will & Grace (Fernsehserie, 3 Episoden)
- 2005: The River King
- 2006: Die Freunde des Bräutigams (The Groomsmen, auch Regisseur, Produzent und Drehbuchautor)
- 2006: Liebe braucht keine Ferien (The Holiday)
- 2006–2009: Entourage (Fernsehserie, 5 Episoden)
- 2007: Purple Violets (auch Regisseur, Produzent und Drehbuchautor)
- 2008: Ein tödlicher Anruf (One Missed Call)
- 2008: 27 Dresses
- 2009: Die Echelon-Verschwörung (Echelon Conspiracy)
- 2009: The Lynch Pin (Fernsehserie, auch Drehbuchautor)
- 2010: Nice Guy Johnny (auch Regisseur, Produzent und Drehbuchautor)
- 2011: Newlyweds (auch Regisseur, Produzent und Drehbuchautor)
- 2011: Friends with Kids
- 2011: Der Vietnamkrieg – Trauma einer Generation (Vietnam in HD, Miniserie, 6 Episoden)
- 2012: 40 (Fernsehfilm)
- 2012: Ein riskanter Plan (Man on a Ledge)
- 2012: The Fitzgerald Family Christmas
- 2012: Alex Cross
- 2013: Mob City (Fernsehserie, 6 Episoden)
- 2015: Public Morals (Fernsehserie, 10 Episoden, auch Regisseur, Produzent und Drehbuchautor)
- 2018: Summer Days, Summer Nights (auch Regisseur, Produzent und Drehbuchautor)
- 2019: Beneath the Blue Suburban Skies (auch Regisseur, Produzent und Drehbuchautor)
- 2021: Bridge and Tunnel (Fernsehserie, 8 Episoden, auch Regisseur, Produzent und Drehbuchautor)

## Auszeichnungen & Nominierungen
| Jahr | Award                              | Kategorie | Film                        | Ergebnis    |
| ---- | ---------------------------------- | --- | --------------------------- | ----------- |
| 1995 | Sundance Film Festival             | Großer Preis der Jury – Bester Spielfilm                                                                                         | Kleine Sünden unter Brüdern | Gewonnen    |
| 1995 | Festival des amerikanischen Films  | Juryspezialpreis | Kleine Sünden unter Brüdern | Gewonnen    |
| 1995 | Festival des amerikanischen Films  | Großer Spezialpreis | Kleine Sünden unter Brüdern | Nominierung |
| 1996 | Festival des amerikanischen Films  | Großer Spezialpreis | She’s the One               | Nominierung |
| 1996 | PGA Awards                         | Bester Produzent | Kleine Sünden unter Brüdern | Gewonnen    |
| 1996 | Independent Spirit Awards          | Bester Debütfilm | Kleine Sünden unter Brüdern | Gewonnen    |
| 1996 | ShoWest Convention                 | Drehbuchautor des Jahres | Einzelpreis                 | Gewonnen    |
| 1999 | Online Film Critics Society Awards | Bestes Schauspielensemble (mit Tom Hanks, Tom Sizemore, Barry Pepper, Adam Goldberg, Vin Diesel, Giovanni Ribisi und Matt Damon) | Der Soldat James Ryan       | Gewonnen    |
| 1999 | Screen Actors Guild Awards         | Bestes Schauspielensemble (mit Tom Hanks, Tom Sizemore, Barry Pepper, Adam Goldberg, Vin Diesel, Giovanni Ribisi und Matt Damon) | Der Soldat James Ryan       | Nominierung |
| 2007 | Savannah Film and Video Festival   | Bestes Feature | Purple Violets              | Gewonnen    |
| 2008 | Teen Choice Awards                 | Bester Darsteller – Horror oder Thriller                                                                                         | Ein tödlicher Anruf         | Nominierung |
| 2010 | Boston Film Festival               | Bester Regisseur | Nice Guy Johnny             | Gewonnen    |
| 2010 | Woodstock Film Festival            | Bestes Feature | Nice Guy Johnny             | Nominierung |